# Komron Tursunov
Komron Tursunov (nacido el 24 de abril de 1996)  es un futbolista tayiko. Juega como delantero y su equipo actual es el Tiddim Road Athletic Union FC de la I-League de India.

## Estadísticas

### Clubes
A partir del partido disputado el 15 de marzo de 2021
| Club             | Temporada        | Liga                         | Liga        | Liga  | Copa Nacional | Copa Nacional | Continental | Continental | Otro        | Otro  | Total       | Total |
| Club             | Temporada        | División                     | Apariciones | Goles | Apariciones   | Goles         | Apariciones | Goles       | Apariciones | Goles | Apariciones | Goles |
| ---------------- | ---------------- | ---------------------------- | ----------- | ----- | ------------- | ------------- | ----------- | ----------- | ----------- | ----- | ----------- | ----- |
| Regar-TadAZ      | 2015             | Liga de fútbol de Tayikistán | 18          | 7     |               | 5             | -           | -           | -           | -     | 18          | 12    |
| Regar-TadAZ      | 2016             | Liga de fútbol de Tayikistán | 18          | 8     |               | 4             | -           | -           | -           | -     | 21          | 12    |
| Regar-TadAZ      | 2017             | Liga de fútbol de Tayikistán | 21          | 8     |               | 3             | -           | -           | -           | -     | 21          | 11    |
| Regar-TadAZ      | Total            | Total                        | 57          | 23    |               | 12            | -           | -           | -           | -     | 57+         | 35    |
| Istiklol         | 2018             | Liga de fútbol de Tayikistán | 16          | 2     | 6             | 2             | 1           | 0           | 1           | 0     | 24          | 4     |
| Istiklol         | 2019             | Liga de fútbol de Tayikistán | 15          | 1     | 3             | 1             | 5           | 0           | 1           | 0     | 24          | 2     |
| Istiklol         | Total            | Total                        | 31          | 3     | 9             | 3             | 6           | 0           | 2           | 0     | 48          | 6     |
| Mohun Bagan      | 2019-20          | I-League                     | 8           | 2     | 0             | 0             | -           | -           | -           | -     | 8           | 2     |
| TRAU FC          | 2020-21          | I-League                     | 13          | 6     | 0             | 0             | -           | -           | -           | -     | 13          | 6     |
| Total de carrera | Total de carrera | Total de carrera             | 109         | 34    | 9             | 15            | 6           | 0           | 2           | 0     | 126         | 49    |

### Internacional
| Selección de fútbol de Tayikistán | Selección de fútbol de Tayikistán | Selección de fútbol de Tayikistán |
| Año                               | Apariciones                       | Goles                             |
| --------------------------------- | --------------------------------- | --------------------------------- |
| 2018                              | 7                                 | 2                                 |
| 2019                              | 7                                 | 2                                 |
| 2020                              | 2                                 | 1                                 |
| Total                             | 16                                | 5                                 |

Estadísticas precisas al partido jugado el 7 de noviembre de 2020.

### Goles internacionales
Las puntuaciones y los resultados enumeran el recuento de goles de Tayikistán en primer lugar.
| N.º | Fecha                   | Lugar de eventos                             | Adversario             | Puntaje | Resultado | Competencia                |
| --- | ----------------------- | -------------------------------------------- | ---------------------- | ------- | --------- | -------------------------- |
| 1.  | 2 de octubre de 2018    | Estadio distrito de Sylhet,Sylhet, Bangladés | Nepal                  | 2 –0    | 2-0       | Copa Bangabandhu 2018      |
| 2.  | 9 de octubre de 2018    | Estadio Cox's Bazar, Cox's Bazar , Bangladés | Filipinas              | 1 –0    | 2-0       | Copa Bangabandhu 2018      |
| 3.  | 7 de julio de 2019      | The Arena,Ahmedabad, India                   | India                  | 1 -2    | 4-2       | Copa Intercontinental 2019 |
| 4.  | 10 de julio de 2019     | The Arena,Ahmedabad, India                   | Siria                  | 1 –0    | 2-0       | Copa Intercontinental 2019 |
| 5.  | 12 de noviembre de 2020 | Estadio Zabeel,Dubái ,Emiratos Árabes Unidos | Emiratos Árabes Unidos | 2 –0    | 2-3       | Amistoso                   |

## Palmarés

### Clubes
Istiklol
- Liga de Tayikistán (2): 2018 y  2019[4][5]
- Copa de Tayikistán (1): 2019[6]
- Supercopa de Tayikistán (1): 2019[7]

Mohun Bagan
- Liga I (1): 2020